# Bistum Morombe
Das Bistum Morombe (lat.: Dioecesis Morombensis) ist eine in Madagaskar gelegene römisch-katholische Diözese mit Sitz in Morombe.

## Geschichte
Das Bistum Morombe wurde am 25. April 1960 durch Papst Johannes XXIII. mit der Apostolischen Konstitution Africae gentes aus Gebietsabtretungen des Bistums Morondava errichtet und dem Erzbistum Fianarantsoa als Suffraganbistum unterstellt. Am 3. Dezember 2003 wurde das Bistum Morombe dem Erzbistum Toliara als Suffraganbistum unterstellt.

## Bischöfe von Morombe
- 1960–1988: Joseph Zimmermann MSF
- 1989–2000: Alwin Albert Hafner MSF
- 2001–2022: Zygmunt Robaszkiewicz MSF, dann Bischof von Mahajanga
- seit 2024: Jean Désiré Razafinirina